# Sordillos
Sordillos es una localidad y un municipio situados en la provincia de Burgos, Castilla la Vieja, en la comunidad autónoma de Castilla y León (España), comarca de Odra-Pisuerga, partido judicial de Burgos, cabecera del ayuntamiento de su nombre. 

## Geografía
Tiene un área de 7,73 km² con una población de 26 habitantes (INE 2022) y una densidad de 3,23 hab/km².
En su término se encuentra también la localidad de Mahallos.

## Demografía
Sordillos cuenta con una población de 22 habitantes (INE 2024).
| Gráfica de evolución demográfica de Sordillos entre 1842 y 2021 |
| |
| Población de derecho según los censos de población del INE. Población de hecho según los censos de población del INE.En este censo se denominaba Sordillos de Sotabellanos: 1842. Entre el censo de 1857 y el anterior, crece el término del municipio porque incorpora a Mahallos. |

| 1991 | 1996 | 2001 | 2004 | 2007 | 2010 | 2012 |
| ---- | ---- | ---- | ---- | ---- | ---- | ---- |
| 43   | 35   | 30   | 31   | 29   | 32   | 25   |

## Historia
Lugar que formaba parte de la Cuadrilla de Odra en el Partido de Villadiego, uno de los catorce que formaban la Intendencia de Burgos, durante el periodo comprendido entre 1785 y 1833, en el Censo de Floridablanca de 1787, jurisdicción de señorío siendo su titular el duque de Frías, alcalde pedáneo.
En el censo de la matrícula catastral  contaba con 48 hogares y 69 vecinos y se denominaba Sordillos de Sotabellanos.
Entre el censo de 1857 y el anterior, crece el término del municipio porque incorpora a 095065 Mahallos.
Esta tierra de cultura celtíberica en tiempos romanos (habitada por los Turmogos, según los historiadores romanos), aporta también restos de asentamientos anteriores, pues ya desde época prehistórica estuvo ocupada.
Atravesada por la importante calzada que comunicaba Hispania con la Galia (Bracara-Burdigala), es una zona de importante romanización ya desde épocas tempranas y centro desde el que se controlaba a los belicosos cántabros. Está documentada, por la referencia de los historiadores romanos, la presencia del Emperador César Augusto, año 26 a C., en estas tierras pues desde Segisama (Sasamón) emprendió viaje atravesando tierras por la vía Sasamón-Pisoraca a través de la mojonera de Grijalba, Sordillos y Villasidro con la Legión IV para dar castigo y sometimiento a los cántabros establecidos en "Peña Amaya".
El Alfoz de Treviño: En el siglo XII, el 2-VI-1184 se enumeraron como pertenecientes a Treviño doce aldeas entre las que se encuentra Sordiellos (1144). El Alfoz de Treviño presentaba, según los datos anteriores, una forma alargada de norte a sur, teniendo como eje el curso del río Odra. Sus tierras se distribuyeron más tarde entre las Merindades de Castrojeriz y Villadiego. Su territorio fue llamado históricamente Campo de Treviño.
Sordillos: se halla situado en el oeste de la provincia de Burgos, a medio camino entre Villadiego y Melgar de Fernamental.
La primera mención documental sobre el lugar se encuentra en la donación que hicieron en el año 1144: Juan Moriéllez y su mujer, Doña Horo, al monasterio de Oña (Burgos), apareciendo entre los testigos varios vecinos de Sordiellos. En 1166, el Abad de La Vid fundó el monasterio de San Pablo en Sordillos para religiosas premostratenses dependientes de San Miguel de Villamayor de Treviño. Entre sus profesas se encontraba Santa Radegundis (Sordillos) que vivió en el monasterio de San Pablo y murió el año 1152 emparedada en la celda que mandó construir en la propia iglesia. La comunidad de religiosas se extinguió hacia 1300 y quedó un sencillo eremitorio visitado por los monjes de Villamayor el día de la conversión de San Pablo.
*MONASTERIO DE SAN PABLO DE SORDILLOS:
Convento fundado para acoger a las monjas dependientes del convento dúplice de Villamayor, designando la Orden la separación de las monjas de los monjes de todos los monasterios.
Situado entre Villahizán y Villamayor de Treviño, a 40 km de la Capital, Diócesis de Burgos. Convento fundado por Domingo, Abad de La Vid de Aranda, en 1166, junto al eremitorio donado por Muñoz Gutiérrez para religiosas dependientes de la Abadía de San Miguel de Villamayor de Treviño. San Norberto abrió también a las piadosas mujeres la soledad de sus claustros. Como ya se ha dicho hubo monasterios “dobles” que fueron suprimidos, por lo que las mujeres fueron trasladadas al convento de San Pablo de Sordillos; se ordenó que debía de estar situado a una legua de distancia de la de los monjes.
Cuando ellas formaron conventos separados, llegaron a estar, antes que todas las contemplativas, sumisas a la ley eclesiástica de la cultura. Los cuidados del “Xenodochium”, simultáneamente hospital para enfermos, posada para huéspedes  y viajeros, refugio para los pobres  de la comarca, dependencia de las religiosas. 
La autora del libro ”Monasterios Medievales Premostratenses” relata como en el convento de "San Pablo de Sordillos" vivió la Beata Radegundis, cuyas reliquias, según Zak eran veneradas en Retuerta. Sin embargo, hay algunas contradicciones en lo referente a la vida, muerte y enterramiento de esta santa, hechos que nos narra con todo detalle en su Crónica Bernardo de León, quien dice que, tras un periodo de peregrinación a tierra Santa, vivió emparedada en una pequeña celda que se hizo construir en la iglesia de Sordillos. Por su parte Fray Valentín de la Cruz (cronista de la provincia), explica como la Santa Radegunda murió emparedada en una celda en el año 1152, y que su cuerpo se venera en una urna que sirve de pedestal a la imagen de Santa Paulina, en la iglesia de Villamayor de Treviño.

## Monumentos y lugares de interés
Iglesia de San Pedro Apóstol: Su origen tardorrománico con elementos románicos y góticos del siglo XIII, observa una gran reforma en el siglo XVIII. La planta, de una sola nave, tiene forma de cruz latina. La capilla meridional, sillería, contiene una bóveda de cañón apuntado. En su lado oriental un arco apuntado comunicaba con el exterior. El muro se eleva en una esbelta espadaña con dos niveles de troneras y remate a piñón. El muro sur da acceso a una escalera de caracol, sobre la que se construyó otra espadaña más pequeña. La primitiva cornisa románica muestra cuatro canecillos con formas geométricas. Destaca el retablo Mayor o de San Pedro que incluye una talla de la Inmaculada, de talla Prechurriquesca (1678) y los retablos de Ánimas (1792) de estética neoclásica, de la Virgen del Rosario de estilo rococó (1760) y el retablo marco del Cristo Crucificado (barroco; hacia 1676).
Ermita de Santa Ana: Es un edificio de pequeñas dimensiones de una nave, con ábside rectangular y portada a los pies con un porche añadido. La nave tiene una cubierta artesonada que sustituyó a otra abovedada, tal vez de crucería, si interpretamos los gruesos contrafuertes góticos exteriores.
Esta ermita ha sido restaurada en 2004, cuando se le adosa el porche, y la fachada de piedra. Sus interesantes restos románicos son los once canecillos del muro sur, con decoración de rollos y mascarones. Hay que señalar una ventana de medio punto con capiteles y dos cabezas zoomorfas situada en el presbiterio. 
La cabecera muestra una ventana de arco apuntado sobre dos columnas rematadas en sencillos capiteles. El muro norte contiene once canecillos, con decoración geométrica y animalística. Su construcción definitiva puede datarse a principios del siglo XIII.
Puente Romano: De origen romano muy utilizado en la época del medievo. Como elemento significativo de las antiguas vías de comunicación romanas que fueron utilizadas por los caminantes hacia Santiago. Este puente más que romano podría ser románico, probablemente construido a primeros del siglo XI por los monjes Premostratenses del convento de San Miguel de Villamayor de Treviño para salvar el cauce del río y así poder asistir a los oficios en la iglesia de San Pedro de Sordillos, único eremitorio que quedó después de la desaparición del convento femenino de San Pablo de Sordillos.
Molino: Sobre el cauce molinar a unos 200 m del pueblo se halla un molino harinero de dos ruedas que perteneció al convento de San Miguel de Treviño funcionando a pleno rendimiento entre los siglos XVIII hasta mediados del XX que quedó en desuso, hoy se le puede contemplar interiormente, ya que conserva toda sus estructuras y mecanismos de funcionamiento, a cargo de su actual propietaria que lo habita regularmente, sobre todo en época estival. Junto a él se encuentra el puente romano descrito.
Molino Caído: Así se conoce a un lugar o término de Sordillos junto al cauce molinar; éste se encuentra partiendo desde el molino descrito cauce arriba a unos 200 m Hacia mediados de siglo XVIII (1752) ya quedó descrito en el Catastro del marqués de la Ensenada: Sordillos cuenta con dos molinos harineros de dos ruedas, uno de la Fábrica de la Iglesia (el caído) y el otro propiedad de los Premostratenses.